# Симаново (Кемеровская область)
Симаново — деревня в Топкинском районе Кемеровской области. Входит в состав Соломинского сельского поселения.

## География
Центральная часть населённого пункта расположена на высоте 167 метров над уровнем моря.

## Население
По данным Всероссийской переписи населения 2010 года, в деревне Симаново проживает 176 человек (86 мужчин, 90 женщин).